# Филип (Осадченко)
Митрополи́т Фили́п (в миру Рома́н Альбе́ртович Оса́дченко; нар. 2 липня 1956, м. Дніпропетровськ) — релігійний діяч в Україні. Архієрей УПЦ московського патріархату, митрополит Полта́вський і Ми́ргородський. Хіротонізований у єпископа 2001 року і відтоді очолює Полтавську єпархію УПЦ (МП). Голова Синодального відділу релігійної освіти і катехизації, голова Синодального відділу місіонерства УПЦ МП, ректор Полтавської місіонерської духовної семінарії. Тезоіменитство — 22 січня. За даними OSINT-розслідування групи Molfar є громадянином Росії.

## Біографічні відомості
Роман Альбертович Осадченко народився 2 липня 1956 року в Дніпропетровську в родині військових. Закінчив біологічний факультет Харківського університету (1979).
У вересні 1980 року висвячено в сан священика РПЦ і призначено кліриком кафедрального собору у Курську (Росія). Виконував обов'язки завідувача канцелярією Курського єпархіального управління РПЦ, а згодом призначено секретарем єпархії. З 1985 року — секретар Іркутського єпархіального управління на сході Російської Федерації.
З 1986 року — клірик Полтавської єпархії РПЦ. Але невдовзі був повернувся до Росії, де в 1988 році закінчив Московську духовну семінарію.
З 1990 року — настоятель Свято-Миколаївського собору в місті Комсомольську Полтавської області. Підтримав Харківський собор єпископів РПЦ, 1993 року пострижено в чернецтво з ім'ям Филип на честь священномученика Филипа, митрополита Московського, і призначено намісником Мгарського Спасо-Преображенського монастиря на Полтавщині, а також благочинним Кременчуцького округу Полтавської єпархії.
1997 року призначено ректором Полтавського духовного училища. Закінчив Київську духовну академію.

### Архієрейське служіння
30 грудня 2001 рік — єпископ Полтавський і Кременчуцький УПЦ. 2002 року призначено головою Синодального відділу релігійної освіти, катехізації та місіонерства УПЦ.
2006 року возведено в сан архієпископа.
2007 року в Миргороді публічно звинуватив уряд Естонії у нарузі над тілами сталінських солдатів, похованих на горі Тинісмягі у Таллінні.
9 липня 2012 року возведено в сан митрополита.